# Million Amanuel
Million Amanuel, né le 1er janvier 1991 à Asmara, est un coureur cycliste érythréen.

## Biographie
En 2014, Million Amanuel termine septième du Tour du Rwanda. L'année suivante, il se classe troisième d'une étape du Tour du Faso.
En 2016, il prend la troisième place du Fenkel Northern Redsea. Peu de temps après, il s'impose en solitaire sur la dernière étape du Tour d'Érythrée.

## Palmarès
- 2016
  - 5e étape du Tour d'Érythrée
  - 3e du Fenkel Northern Redsea

## Classements mondiaux
| Année           | 2014 | 2015 | 2016 | 2017 | 2018 |
| --------------- | ---- | ---- | ---- | ---- | ---- |
| UCI Africa Tour | 162e | 212e | 80e  |      |      |
| UCI Asia Tour   |      |      |      |      | 310e |